# دورات بوند

التغيرات في درجات الحرارة خلال الهولوسين

دورات بوند أو أحداث بوند (بالإنجليزية: Bond events) هي أحداث طواف جليد شمال الأطلسي والتي ترتبط بشكل مؤقت بتقلبات المناخ في الهولوسين. وقد تم تحديد ثمانية من هذه الأحداث. وكان يُعتقد سابقًا أن هذه الأحداث تظهر في ما يشبه الدورة مدتها 1,500 سنة، ولكن الفترة الأساسية للتقلب هي الآن عند ~1,000 سنة.
جيرارد سي. بوند في مرصد لامونت-دوهرتي إيرث في جامعة كولومبيا كانت المؤلف الرئيسي لورقة 1997 التي تفترض نظرية دورات المناخ 1,470 سنة في الپليستوسين المتأخر والهولوسين، وهي مبنية بشكل أساسي على التتبع الصخري للجليد الغطائي في شمال الأطلسي. ورغم ذلك فقد أظهرت المزيد من الأعمال الحديثة أن هذه المتتبعات توفر دعمًا ضئيلًا لفترات تغير المناخ الـ1,500 سنة، وفترة الـ1,500 ± 500 عام المعلن عنها كانت statistical artifact. بالإضافة إلى ذلك وبعد نشر التسلسل الزمني لعينات جرينلاند اللبية الجليدية 2005 (GICC05) من أجل عينات مشروع شمال جيرنلاند للعينات اللبية الجليدية (North GRIP)، أصبح من الواضح أن أحداث دانزجار-أوشير لا تُظهر أيضًا هذا النمط. وأحداث Ice rafting شمال الأطلسي تحدث للترابط مع حلقات مستويات البحيرات المنخفضة في منطقة وسط المحيط الأطلسي في الولايات المتحدة الأمريكية، أكثر الأحداث ضُعفًا [بحاجة لتوضيح] للرياح الموسمية الآسيوية على الأقل خلال الـ9,000 سنة الماضية. تترابط أيضًا مع معظم أحداث القحولة في الشرق الأوسط خلال الـ55,000 سنة الماضية (أحداث هاينريش وبوند).

## قائمة
| رقم | الزمن (قبل الحاضر) | الزمن (ق م، ب م) | ملاحظات                                                                               |
| --- | ------------------ | ---------------- | ------------------------------------------------------------------------------------- |
| 0   | ≈ −0.5 ألف عام     | ≈ 1500 ب م       | انظر العصر الجليدي الصغير;                                                            |
| 1   | ≈ −1.4 ألف عام     | ≈ 600 ب م        | انظر عصر الهجرات;                                                                     |
| 2   | ≈ −2.8 ألف عام     | ≈ 800 ق م        | انهيار العصر البرونزي ربما يكون تأثر بالجفاف في شرق المتوسط.                          |
| 3   | ≈ −4.2 ألف عام     | ≈ 2200 ق م       | انظر حدث 4.2 كيلو السنوي; انهيار الإمبراطورية الأكدية ونهاية المملكة المصرية القديمة. |
| 4   | ≈ −5.9 ألف عام     | ≈ 3900 ق م       | انظر دورات بوند;                                                                      |
| 5   | ≈ −8.2 ألف عام     | ≈ 6200 ق م       | انظر حدث سنة 8200 قبل الحاضر;                                                         |
| 6   | ≈ −9.4 ألف عام     | ≈ 7400 ق م       | حدث إرديلين المتعلق بنشاط المجلدة في النرويج, وكذلك مع الحدث البارد في الصين.         |
| 7   | ≈ −10.3 ألف عام    | ≈ 8300 ق م       |                                                                                       |
| 8   | ≈ −11.1 ألف عام    | ≈ 9100 ق م       | الانتقال من درياس الأصغر إلى البوريال.                                                |